# Wilfried Nelissen
Wilfried Nelissen (Tongeren, 5 maggio 1970) è un ex ciclista su strada belga.
Professionista dal 1991 al 1998, vinse i campionati belgi in linea per due anni consecutivi (1994 e 1995) e due Omloop Het Volk (1993 e 1994).
Aveva caratteristiche di velocista, ma teneva il passo anche sulle medie montagne e soprattutto nelle prove a cronometro.

## Carriera

### I primi anni e il Tour 1993
Originario del Limburgo belga, si laurea campione nazionale su strada nelle categorie allievi (1986) e dilettanti (1990). Passa professionista all'inizio del 1991, neanche ventunenne, con la Weinmann di Walter Godefroot; l'anno dopo è invece tra le file della Panasonic, squadra olandese diretta da Peter Post con cui gareggerà fino al 1994. Proprio nel 1992, alla seconda stagione nella massima categoria, si aggiudica il Grote Scheldeprijs, due tappe al Critérium du Dauphiné Libéré e due al Tour de Suisse, mettendosi in evidenza come uno dei velocisti più promettenti.
Nel 1993, dopo la vittoria all'Omloop Het Volk, partecipa al Tour de France. In quella Grande Boucle si rende protagonista delle volate della prima settimana: è secondo nella prima tappa, vince la seconda tappa a Vannes – nell'occasione conquista, grazie agli abbuoni, anche la maglia gialla – ed è quindi ancora secondo nella terza frazione. Perde la leadership in classifica dopo la cronosquadre (la maglia passa a Mario Cipollini), la riconquista dopo un altro secondo posto per poi riperderla definitivamente già il giorno seguente. In totale veste di giallo per tre giorni.

### Le cadute e il ritiro
Nella stagione successiva si aggiudica nuovamente l'Omloop Het Volk (il vincitore Džamolidin Abdužaparov viene declassato), prima di due cadute, alla Kuurne-Bruxelles-Kuurne, con annessa frattura della clavicola, e alla Vuelta a Aragón. Tornato alle corse, conquista il titolo nazionale belga su strada Elite a Liedekerke; è poi ancora al via del Tour de France, ma, a causa di un'altra caduta (si scontra con un poliziotto a bordo strada nella fasi dello sprint finale), deve ritirarsi già al secondo giorno di gara. Nel 1995 passa alla Lotto, vincendo altre due tappe alla Paris-Nice e, per il secondo anno consecutivo, il campionato nazionale in linea. Anche in tale annata, tuttavia, non è fortunato al Tour de France: cade infatti nel prologo di Saint-Brieuc e nella quarta tappa, ed è ancora costretto al ritiro.
Apre il suo 1996 con numerosi successi nelle gare di inizio stagione (Étoile de Bessèges, Ruta del Sol, Paris-Nice). Il 10 aprile, alla Gand-Wevelgem, dopo nove chilometri di corsa è però nuovamente vittima di una caduta: questa volta l'infortunio, ben più grave dei precedenti, doppia frattura di tibia e perone, lo obbliga a restare fuori dalle competizioni per più di un anno. Tornato in gara da professionista il 9 luglio 1997 con una nuova squadra, la Palmans-Lystex, Nelissen non riesce più a esprimersi ai livelli precedenti, e non va oltre un'unica vittoria in una kermesse belga. Annuncia perciò il ritiro dall'attività il 28 giugno 1998, a soli 28 anni di età.

## Palmarès
- 1991 (Weinmann-Eddy Merckx, quattro vittorie)

Flèche Hesbignonne-Cras Avernas
1ª tappa Tour de l'Oise
Classifica generale Tour de l'Oise
3ª tappa, 2ª semitappa Tour de Luxembourg
- 1992 (Panasonic-Sportlife, undici vittorie)

2ª tappa Ruta del Sol (Tarifa > Torremolinos)
Grote Scheldeprijs
Omloop Mandel-Leie-Schelde
1ª tappa Critérium du Dauphiné Libéré
3ª tappa Critérium du Dauphiné Libéré
3ª tappa Tour de Suisse (Pfäffikon > Sciaffusa)
6ª tappa Tour de Suisse (Zofingen > Payerne)
1ª tappa Giro dei Paesi Bassi (Nijkerk > Veendam)
1ª tappa Tour of Ireland (Dublino > Dundalk)
2ª tappa Parigi-Bourges
Classifica generale Parigi-Bourges
- 1993 (Novemail-Histor, sette vittorie)

2ª tappa Ruta del Sol (Algeciras > Torremolinos)
Omloop Het Volk
Le Samyn
3ª tappa Tour de France (Les Sables d'Olonne > Vannes)
1ª tappa Giro dei Paesi Bassi (Leida > Tilburg)
2ª tappa Giro dei Paesi Bassi (Tilburg > Huizen)
4ª tappa Giro dei Paesi Bassi (Deventer > Venlo)
- 1994 (Novemail-Histor, dodici vittorie)

1ª tappa Étoile de Bessèges (Vergèze > Vergèze)
3ª tappa Étoile de Bessèges (Alès > Uzès)
2ª tappa Tour Méditerranéen (Carnon > Vitrolles)
Omloop Het Volk
1ª tappa Quatre Jours de Dunkerque (Dunkerque > Fontaine-au-Pire)
2ª tappa, 1ª semitappa Quatre Jours de Dunkerque (Val Joly > Val Joly)
Binche-Tournai-Binche
4ª tappa Vuelta a Asturias (Leida > Tilburg)
Campionati belgi, Prova in linea
Omloop Mandel-Leie-Schelde
Liedekerkse Pijl
Grand Prix d'Isbergues
- 1995 (Lotto-Isoglass, quattordici vittorie)

1ª tappa Étoile de Bessèges (Les Fumades > Les Fumades)
3ª tappa Étoile de Bessèges (Les Vans > Joyeuse)
5ª tappa Étoile de Bessèges (Molières-sur-Cèze-Bessèges > Molières-sur-Cèze-Bessèges)
1ª tappa Paris-Nice (Fontenay-sous-Bois > Orléans)
3ª tappa Paris-Nice (Roanne > Clermont Ferrand)
3ª tappa Quatre Jours de Dunkerque (Villeneuve d'Ascq > Hénin-Beaumont)
1ª tappa Tour de l'Oise (Beauvais > Noyon)
2ª tappa Tour de l'Oise (Compiègne > Senlis)
2ª tappa, 1ª semitappa Grand Prix du Midi Libre (La Canourgue > Laissac)
1ª tappa Route du Sud (Villeneuve sur Lot > Villeneuve sur Lot)
2ª tappa Route du Sud (Villeneuve sur Lot > Saint-Gaudens)
4ª tappa Route du Sud (Luzenac > Castres)
Campionati belgi, Prova in linea
3ª tappa Giro dei Paesi Bassi (Deventer > Denekamp)
- 1996 (Lotto-Isoglass, sette vittorie)

1ª tappa Étoile de Bessèges (Nîmes > Nîmes)
2ª tappa Étoile de Bessèges (Le Vigan > Le Vigan)
3ª tappa Étoile de Bessèges (GP du Casino des Fumades)
Clásica de Almería
1ª tappa Ruta del Sol (Siviglia > Siviglia)
4ª tappa Ruta del Sol (Torre del Mar > Jaén)
2ª tappa Paris-Nice (Dun-sur-Auron > Aubusson)

### Altri successi
- 1991 (Weinmann-Eddy Merckx)

Criterium di Sint-Truiden
- 1992 (Panasonic-Sportlife)

Criterium di Sint-Truiden
Criterium di Oostakker
4ª tappa Tour de France (Libourne > Libourne, cronosquadre)
Classifica a punti Giro dei Paesi Bassi
- 1993 (Novemail-Histor)

Criterium di Peer
Criterium di Pijnacker
Criterium di Maastricht
Criterium di Stiphout
Classifica a punti Driedaagse De Panne
Classifica a punti Giro dei Paesi Bassi
- 1994 (Novemail-Histor)

Criterium di Maastricht
Criterium di Sint-Truiden
Criterium di Hengelo
Classifica a punti Driedaagse De Panne
- 1995 (Lotto-Isoglass)

Criterium di Peer
Criterium di Gullegem
Circuito di Bazel-Kruibeke
Classifica a punti Driedaagse De Panne
- 1997 (Palmans-Lystex)

Kermesse di Buggenhout

## Piazzamenti

### Grandi Giri
- Tour de France

1992: ritirato (10ª tappa)
1993: ritirato (11ª tappa)
1994: non partito (2ª tappa)
1995: ritirato (5ª tappa)

### Classiche monumento
- Milano-Sanremo

1995: 141º
1996: 75º
- Giro delle Fiandre

1995: 38º
- Parigi-Roubaix

1993: 10º
1995: 16º